# الثورة العربية الكبرى
الثورة العربية الكبرى هي ثورة مسلحة ضد الدولة العثمانية، بدأت في الحجاز، حينما أطلق الشريف الحسين بن علي طلقة واحدة من بندقيته، وذلك قبل فجر يوم التاسع من شعبان 1334ه‍ - 10 يونيو 1916م في مكة المكرمة. وكان لدوي تلك الطلقة صدى في جدة والطائف والمدينة. وكانت الثورة من الأسباب الرئيسية لسقوط الدولة العثمانية. وامتدت الثورة ضد العثمانيين بعد إخراجهم من الحجاز حتى وصلت بلاد الشام، وإسقاط الحكم العثماني فيها، وفي العراق؛ وذلك نتيجة للسياسة العثمانية خلال الحرب العالمية الأولى، والتي تمثلت بالتجنيد الإجباري، ومصادرة الأملاك والأرزاق، ومن ثم مجاعة 1915، والسياسة القمعية لجمال باشا، الحاكم العسكري للولايات السورية العثمانية، إلى جانب تراكمات العلاقة المعقدة بين العرب، والأتراك منذ أواسط القرن التاسع عشر، وحتى مؤتمر باريس عام 1913.
هدفت الثورة، كما نصّ عليه في ميثاق دمشق، وفي مراسلات الحسين – مكماهون التي استندت إلى الميثاق، على خلع طاعة الدولة العثمانية، وإقامة دولة عربية، أو اتحاد دول عربية يشمل شبه الجزيرة العربية نجد والحجاز على وجه الخصوص وبلاد الشام عدا ولاية أضنة التي اعتبرت ضمن سوريا في ميثاق دمشق مع احترام «مصالح بريطانيا في جنوب العراق» وهي المنطقة الجغرافية التي تبدأ في بغداد وتنتهي بالساحل الشمالي للخليج العربي.
تمكن جيش الثورة العربية الكبرى بقيادة فيصل بن الحسين، وبالتعاون مع مسلحي القبائل، من تحقيق انتصارات عسكرية، وكسر الجيش العثماني على طول خط القتال الممتد من المدينة المنورة وحتى دمشق؛ وتمكن بعد تجاوزه العقبة من تسريع تقدمه مع دخول الجيش البريطاني بقيادة الجنرال إدموند ألنبي من سيناء إلى فلسطين ومنها على طول الخط الساحلي حتى لواء إسكندرون؛ وفي آخر سبتمبر 1918 انسحب الأتراك من دمشق، وقبلوا بهدنة مودروس، ثم نهائيًا في معاهدة سيفر التنازل عن أملاكهم في نجد، والحجاز، وبلاد الشام، والعراق، وقيليقية، ومصر.
في مرحلة ما بعد الانتصار العسكري للثورة، اتجه الرأي لإقامة اتحاد أو تحالف دول عربية بدلاً من دولة عربية واحدة، على أن يرأسها الهاشميون، فيكون الشريف الحسين بن علي ملكًا لشبه جزيرة العرب، والأمير فيصل ملكًا لسوريا، والأمير عبد الله ملكًا للعراق؛ إلا أنّ عداء الفرنسيين للأمير فيصل، واحتلالهم سوريا، منعه من تحقيق غايته، فتوّج ملكًا على العراق، وتمكّن الأمير عبد الله من انتزاع تاج الأردن بوصفه «سوريا الجنوبية» وما فتِئ يطالب بمشروع سوريا الكبرى حتى وفاته، وأما الشريف الحسين بن علي، فقد زالت مملكته في الحجاز عام 1926 على يد السلطان عبدالعزيز بن عبدالرحمن آل سعود. اعتُبرت الثورة العربية الكبرى، أحد أبرز تجليات القومية العربية بشكلها المعاصر، وختام مرحلة النهضة العربية في القرن التاسع عشر، وشكّلت محطة مفصلية في تاريخ المنطقة، ووعيها، ولا تزال ألوان علم الثورة العربية الكبرى، أساس أعلام عدد كبير من الدول العربية، والحركات السياسية فيها. على الصعيد الفني، أنتجت عدد من الأعمال الدرامية التي تؤرخ لمرحلة الثورة العربية الكبرى وما تلاها، ومنها حمام القيشاني، وإخوة التراب.

## الأسباب

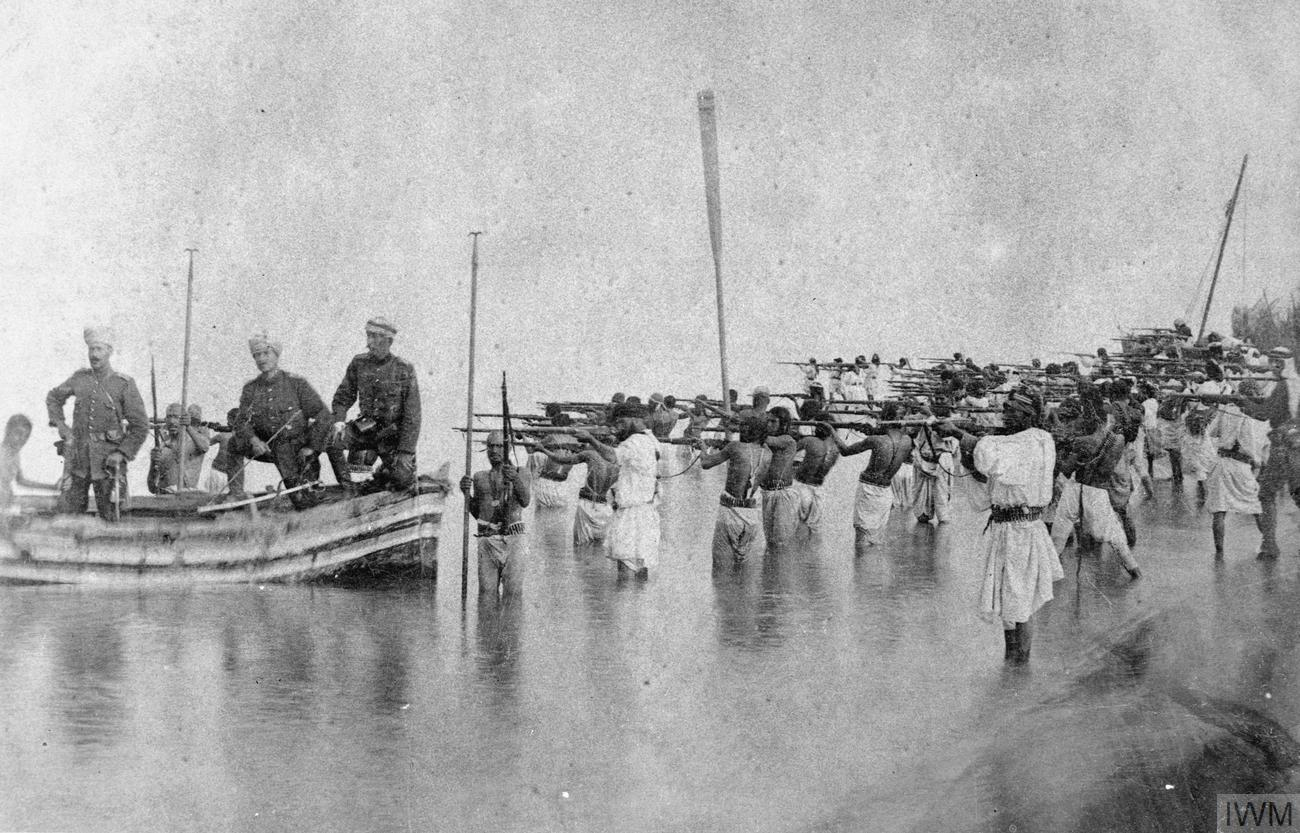
صورة قديمة تظهر الثوار العرب في ميناء الوجه على البحر الأحمر بشبه الجزيرة العربية

كان لسياسة التتريك الدور الأساسي في اشتعال الثورة. حيث استطاع القوميون الأتراك الوصول إلى السلطة بقيادة الباشاوات الثلاثة وقاموا باضطهاد القوميات غير التركية لاسيما العرب، ويذكر الضابط العثماني تحسين علي أوجه هذا الاضطهاد:
| الثورة العربية الكبرى | من أمثلة احتقار حكومة الاتحاديين للعرب والنيل من كرامتهم أنه كان في جملة ما يدرس في منهج المدرسة الحربية درس تشكيلات الجيش العثماني والذي من ضمن مباحث الكتاب العناصر والشعوب التي تتألف منها الدولة العثمانية وفيه أن أول هذه العناصر التركي ويشيد المؤلف بشجاعته وبسالته، ثم العنصر الألباني والشركسي والكردي وغيرها، ويطري الكتاب كلاً من هذه العناصر، ثم يقول "ما عدا هذه العناصر توجد أيضاً عناصر الغجر والعرب واليهود"، مما كان يوغر صدور أبناء العرب ولا سيما أن الكتاب يدرس في أكبر مدرسة في تركيا وصادقت على مادته وزارة المعارف العثمانية. | الثورة العربية الكبرى |

من جهة أخرى ساهم تردي الوضع الاقتصادي، والنهضة العربية خلال النصف الثاني من القرن التاسع عشر في بروز حركة عربية للاستقلال عن الأتراك، وكانت مبادئ الثورة العربية قد وضعت بالاتفاق ما بين الحسين بن علي وقادة الجمعيات العربية في سوريا والعراق في اتفاق شفهي غايته استقلال العرب وإنشاء دولة عربية واحدة، وقد وعدت الحكومة البريطانية العرب من خلال مراسلات الحسين – مكماهون (1915) بالاعتراف باستقلال العرب مقابل اشتراكهم في الحرب إلى جانب الحلفاء ضد الأتراك.
كان العثمانيون الأتراك حلفاء للألمان في الحرب العالمية الأولى؛ لذلك كان القضاء عليهم من مصلحة بريطانيا، وعليه قامت الحكومة البريطانية بتسليح العرب ودعمهم لخوض الحرب ضد العثمانيين، إذ أن استمرار الأتراك في التوسع في شبه الجزيرة العربية كان يهدد دول الحلفاء.

## سير الأحداث

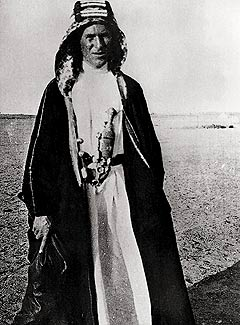
لورنس العرب في شمال جدة عام 1917.

تكمن بذور هذه الحركة في التطلعات القومية العربية والرغبة في بناء دولة عربية ناهضة، تنقل العرب من عصر الانحطاط والتخلف إلى الارتقاء الحضاري. من جهة أخرى لدى العرب موقف معادٍ لسياسة قادة الأتراك، خصوصاً بعد انقلاب جمعيات عربية على الدولة العثمانية.
وجدت هذه الجمعيات في الشريف الحسين بن علي وأولاده حليفا لها في أهدافها. وكانت اتصالات الشريف الحسين بن علي بالإنجليز قد بدأت قبل قيام الثورة، عندما اجتمع الأمير عبد الله بن الحسين باللورد كتشنر، المفوض السامي في القاهرة، خلال شهر شباط/فبراير 1914، حيث اتفق على استمرار الاتصالات بين الطرفين. تتابعت المفاوضات لاحقاً على شكل مراسلات بين الشريف الحسين بن علي وبين المعتمد البريطاني في القاهرة السير هنري مكماهون.
تضمنت الرسالة الأولى التي بعثها الشريف الحسين بن علي نصوص بروتوكول دمشق، كأساس للتحالف بين بريطانيا والعرب ضد الأتراك، بالإضافة إلى مطالبة بريطانيا بالاعتراف بخليفة عربي للمسلمين. ومن خلال المراسلات المتبادلة (1916 - 1917) تعهدت بريطانيا بالاعتراف بالاستقلال العربي وتأييده، كما أبدت بعض التحفظات التي تساعدها على التملص والتهرب من التزاماتها مع العرب؛ وذلك بغية تحقيق مصالحها ومطامعها في المنطقة العربية. ففي الحقيقة كل هذه التعهدات كانت تغطية للخداع البريطاني على العرب، فقد كانت لبريطانيا مخططات مع حليفتها فرنسا لاقتسام الأراضي العربية لضمها إلى الممتلكات الاستعمارية عن طريق اتفاقية سايكس بيكو وأيضًا إقامة وطن قومي لليهود في أرض فلسطين تحت الحماية البريطانية، وذلك في الوقت نفسه الذي التزمت فيه بالاعتراف بدولة الاستقلال العربي التي تضم فلسطين. ومعروف أن الأتراك حاولوا جذب الشريف حسين بعد فضح الاتفاقيات السرية بين بريطانيا وفرنسا، واستمر في التعاون مع بريطانيا والحلفاء الذين كانوا يمولون جيشه من الخزينة المصرية، ويزودونه بالسلاح والخبراء مثل لورانس العرب.
وفي الوقت الذي كانت فيه المراسلات تبلور أسس التحالف بين بريطانيا والعرب كان الوضع صعباً ومتدهوراً في سوريا، حيث صب جمال باشا (ضابط في الجيش العثماني) جام غضبه على الضباط العرب، وأعدم كثيراً منهم بعد فشل حملته على قناة السويس، مما دفع قادة الحركة العربية إلى الضغط على الشريف للتعجيل بإعلان الثورة وتم ذلك في العاشر من حزيران/يونيو 1916.
بدأت المعارك الحربية في جدة 13 حزيران/يونيو، وانهزمت الحامية التركية وتمت السيطرة على مكة في 9 تموز في عام 1916، وبعد شهرين تقريباً حرر العرب ثغري «الليث» و«المويلح» على البحر الأحمر، وفي 23 أيلول/سبتمبر 1916 استسلم الأتراك في الطائف بعد تدمير قبيلة هذيل لحامية ام السكارى في الطائف، وفي تموز 1917 تمت السيطرة ميناء العقبة وقلعتها وقلعة المدوَّرة إلى الشرق. وعندما احتل البريطانيون بغداد احتج الحسين، ولكن بريطانيا علقت أنه تدبير عسكري مؤقت وغير مهم سياسياً.
وبين عامي 1916 و 1917 انضم للجيش العربي عدد من الضباط الوطنيين من سوريا وفلسطين ممن كانوا في الجيش العثماني، وتطوع كثير من العرب؛ فوصل الجيش العربي إلى 70,000 مقاتل، وفي 1918 قام الأمير فيصل بالتخطيط للهجوم على معان وضرب مؤخرة الجيش التركي المتمركز فيها فقام بأرسال القائد مرزوق التخيمي الهذلي على رأس مجموعة من الخيالة ونجح مرزوق التخيمي في تكبيد العثمانيين خسائر فادحه وأسر بعض جنود العثمانيين واغتنام المدافع. ثم في 5 تموز دمر القائد مرزوق التخيمي سكة قطار الحجاز في القطرانة. وبعد ذلك حُررت بيروت وحلب وحماة وطلس وصيدا وصور وحمص. وفي تشرين الأول/أكتوبر تم تأليف الحكومة العربية الأولى في بيروت، ورفع العلم العربي على سرايا بيروت.
تمكنت الثورة من طرد القوات التركية من الحجاز، ومن مناطق في شرق الأردن، وساعدت المجهود الحربي البريطاني عسكرياً وسياسياً في المناطق العربية. اقترب العرب من إقامة الدولة العربية الموحدة، إلا أن بريطانيا بدأت تنفذ مخططاتها في التجزئة والاحتلال والإلحاق، فقسمت البلاد إلى 3 مناطق عسكرية: جنوبية وتشمل فلسطين تحت الإدارة البريطانية، وشرقية تمتد من العقبة جنوباً حتى حلب شمالاً تحت إدارة فيصل، وغربية تضم المنطقة الساحلية من سوريا ولبنان؛ من صور جنوباً إلى قيليقية شمالاً تحت الإدارة الفرنسية. وأتبع ذلك بالغزو العسكري الفرنسي وفرض الانتداب البريطاني على فلسطين (وشرق الأردن) والعراق، كما فرض الاحتلال الانتداب الفرنسي على سوريا ولبنان.

## ما بعد الثورة

### في سوريا والعراق
احتلت فرنسا دمشق في أعقاب معركة ميسلون، وأنهت حكم المملكة العربية السورية. بالنسبة للأمير عبد الله بن الحسين، عرض عليه وزير المستعمرات البريطاني ونستون تشرشل قيام دولة في شرق الأردن تحت حكمه فوافق. فوصل إلى معان عام 1920 ومن ثم إلى عمّان عام 1921، وتمكن في الفترة الواقعة ما بين 28 و30 مارس 1921 من تأسيس إمارة شرق الأردن.
أما أخوه الأمير فيصل بن الحسين، فعُيِّن ملكا على العراق. فعلى إثر ثورة العشرين في العراق ضد الاحتلال البريطاني عقد مؤتمر القاهرة عام 1920 بحضور ونستون تشرشل وزير المستعمرات البريطاني للنظر في الوضع في العراق. والتي أجبرت الحكومة البريطانية على تغيير سياستها بالتحول من استعمار مباشر إلى حكومة إدارة وطنية تحت الانتداب، بعد تكبد القوات البريطانية في العراق خسائر فادحة.
أعلنت بريطانيا عن رغبتها في إقامة ملكية عراقية، ورشح في هذا المؤتمر فيصل بن الحسين ليكون ملكا للعراق، تشكل المجلس التأسيسي من بعض زعماء العراق وشخصياته السياسية المعروفة، من ضمنها نوري السعيد باشا، ورشيد عالي الكيلاني باشا، وجعفر العسكري، وياسين الهاشمي وعبد الوهاب النعيمي الذي عرف بتدوين المراسلات الخاصة بتأسيس المملكة العراقية. وانتخب نقيب أشراف بغداد السيد عبد الرحمن الكيلاني النقيب رئيسا لوزراء العراق والذي نادى بالأمير فيصل ملكاً على عرش العراق.
في 12 يونيو 1921 غادر الأمير فيصل ميناء جدة في الحجاز متوجها إلى العراق على متن الباخرة الحربية البريطانية نورث بروك، وفي 23 يونيو 1921 رست الباخرة في ميناء البصرة، فاستقبل الأمير فيصل استقبالا رسميا حافلا، وبعدها سافر الأمير فيصل بالقطار إلى الحلة وزار الكوفة والنجف وكربلاء، ووصل بغداد في 29 يونيو 1921 واستقبله في المحطة السير بيرسي كوكس المندوب السامي البريطاني والجنرال هولدن قائد القوات البريطانية في العراق ورئيس الوزراء العراقي المنتخب عبد الرحمن النقيب وكان برفقة الأمير فيصل من جدة إلى بغداد مجموعة من ثوار ثورة العشرين الذين ذهبوا إلى الحجاز حاملين تواقيع ومضابط عدد كبير من وجهاء العراق وشيوخهم يدعونه فيها للحضور كملك على العراق، باعتباره أحد أنجال الشريف الحسين بن علي.

### في نجد والحجاز
بدلا من أن يحاول الشريف حسين حل المشاكل بدبلوماسية أو لياقة سياسية، راح يطالب البريطانيين بسلسلة من المطالب جعلتهم يبتعدون عنه مؤقتا. وفي رسالة مفككة وغير مترابطة موقعة من ابنه فيصل، ربط فيها الشريف حسين الحركة السلفية السعودية من ناحية، والبلشفية (الروسية) والحركات التخريبية في آسيا من ناحية أخرى. وادعى أنه ليس متشددا، وإنما «حرض على قتل السعوديين الأبرياء، مهما كان نجاح الوسائل الأخرى». ومن طلباته من البريطانيين في تلك الرسالة:
1- التجنيد العاجل، سأبدأ فيه فورا.
2- احتلال بريطانيا العظمى شاطئ الأحساء.
3- تقوم بريطانيا العظمى على وجه السرعة بإرسال قوة عسكرية إسلامية إلى الحجاز رغم جميع الصعوبات.
4- يجب إرسال طائرات إلى الخرمة قبل التعزيزات الأخرى، لمنع وقوع أية كوارث أخرى.
5- يجب إبلاغي بالتطورات الجارية في مسألة استيراد الدبابات. فمتى تصل الدبابات إلى مصر؟ وتاريخ إرسالها إلى جدة. وبيان بالقوة العاملة عليها.
6- تجميع كل معدات الحرب في مستودع خاص حتى لا يترتب على ذلك أي تأخير في قيام الحملة. وأنا أقترح أنه من الضروري إرسال المؤن والتدعيمات بصورة متدرجة وعلى فترات قصيرة.
ثم كتب الشريف حسين للبريطانيين يقول «إن مسألة الخرمة تعود إلى ابن سعود، ومن السهل حلها على النحو التالي. يتعين على بريطانيا العظمى قطع العلاقات مع ابن سعود.» (برقية الشريف حسين إلى ابنه الأمير فيصل - مكتب السجلات العامة، مخطوطات وزارة الخارجية، مجلد 4144، وثيقة 10448)، وربط الشريف حسين هذا الحل بالتهديد بالاستقالة ما لم تنفذ «التوصية» وتضغط بريطانيا على ابن سعود. وبعد عام، أصر على تقديم استقالته، مما جعل أحد كبار المسؤولين في وزارة الخارجية البريطانية يرفق ملاحظة قائلا «في نفس الوقت، أصبحت تهديدات الملك حسين المستمرة بالاستقالة رتيبة وربما كان من الأفضل أن نوافق له على ما يريد ونسأله عمن يود تعيينه خليفة له».
وأخذ المكتب السياسي البريطاني في بغداد تهديداته بالاستقالة على محمل الجد، وقال المكتب السياسي «استقالة الملك حسين، ربما يكون أفضل ما يمكن عمله على المدى البعيد، فربما تسهل انسحاب ابن سعود، وقد تؤدي إلى تسوية الخلافات بين نجد والحجاز لأن السبب الرئيسي في كل الموقف الحالي هو اللقب الذي يحمله الملك حسين» (المكتب السياسي، بغداد، 14 يونيو 1919، مكتب السجلات العامة مجلد 4146 وثيقة 90222).
ورغم التهديدات بالاستقالة، حاول البريطانيون التعامل معه بإيجابية ونصحت الحكومة البريطانية ابن سعود بكلمات قوية تماما، أنه ما لم يسحب إخوانه من الحجاز، فإن استمرار احتلاله لتلك المناطق يمكن تفسيره بأنه «اتخذ موقف العداء المباشر منها» (من وزير الداخلية إلى المفوض المدني، بغداد، 30 مايو 1919، مجلد 4146 وثيقة 83242 من مخطوطات وزارة الخارجية) وأخذت الحكومة البريطانية الترتيبات اللازمة لإرسال العديد من الطائرات إلى الحجاز. ومع ذلك أدرك المراسلون الموجودون أن الطائرات لن تحل المشكلة. وقال «ويلسون» «إن مسألة إرسال طائرات تكر جنمي تعبير عن اهتمامنا بمساعدة الملك حسين، وبرغم أني لا أصدق أن طلعات الطيران قادرة على وقف ما بين 20,000، إلى 30,000 من الإخوان الذين هم على درجة عالية من التشدد الديني. وقد يؤثر وصول الطائرات على سكان المدن، وقد يغري العرب المترددين بالانضمام إلى الأمير عبد الله» (برقية من اللواء اللنبي إلى وزارة الخارجية، مجلد 4146، وثيقة 86805)
وبعد وصول ابن سعود إلى الطائف، اجتمع وجهاء الحجاز في جدة، وقرروا أن يتخلى الملك حسين عن الحكم لابنه عليا آملين أن يفتح هذا باب الصلح. (الريحاني، ص 336، السباعي، ج 2 ص 246) ومع تكرار حديثه عن الاستقالة، ومع ما آلت إليها الأمور، ترك الحكم لابنه عليا عام 1343 هـ على أن يقوم بدعم ابنه من الخارج، حيث أنه وبتعيين بريطاني أصبح ابنه فيصل بن حسين ملكا على سوريا، (وحينما اعترضت فرنسا عُيَّن ملكا على العراق)، وعبد الله عُيَّن ملكا على إمارة شرق الأردن. فرأى أنه من الأفضل أن يدعم ابنه عليا من الخارج، وذهب إلى العقبة وصار يرسل المال لابنه ويحرضه على ابن سعود الذي كان لسادن الكعبة عبد القادر الشيبي وغيره الكثير من أهل مكة دور في دعم ابن سعود وتسهيل دخوله مكة بسلام، حيث عين خالد بن لؤي أميرا عليها.
وبعد ذلك عام 1925 م، 1344 هـ، ومع كثرة المعارضين له في الداخل وحصار جدة من الخارج، وبعد محاولات استخدام الإعلام ضد أتباع سلطان نجد عبد العزيز بن سعود، ومحاولات سياسية وعسكرية وغيرها، أدرك الملك علي بن حسين أنه لن يستطيع الصمود وقرر تسليم جدة بعد أن ضمن السلطان عبد العزيز بن سعود سلامة الجميع. فاتصل علي بن حسين بالقنصل البريطاني لتنسيق التسليم، وذلك عام 1344 هـ، حيث تسلم ابن سعود الحكم، وعمل على سلامة الجميع وتعهد بأنه من يرغب من العسكريين الأجانب فله الرحيل إلى وطنه الأصلي.
أقام الشريف حسين عدة أشهر ثم أخبره ابنه بأن البريطانيين يرون أن بقاءه في العقبة قد يعرضه لهجمات السلطان عبد العزيز بن سعود. بعدها وصلت إلى مينائها مدرَّعة بريطانية، ركبها وهو ساخط إلى جزيرة قبرص سنة 1925 م، وأقام فيها ست سنين، ثم مرض فعاد إلى عمّان بصحبة ولديه فيصل وعبد الله، وبقي في عمان حتى توفي ودفن في القدس.

### آخر أيام الشريف حسين
زار الشريف حسين عمَّان سنة 1922، وأعلن نفسه خليفة (الأمر الذي كان حوله نقاش إذ رفضه مسلمو الهند ومصر وغيرهم وعاد إلى مكة ملقباً بأمير المؤمنين. ويقول الشيخ محمد رشيد رضا الحسيني الحسني في كتاب «الوهابيون والحجاز» إنه كان لديه اهتمام كبير بالألقاب، ورغبة جامحة بالتسمي بالخليفة على الرغم من عدم التقيد بكثير من أحكام الشريعة.
كان أغلبية سكان الخرمة لا زالوا يؤمنون بمبادئ وأفكار الدولة السعودية الأولى. وعدد كبير من سكانهم الحضر راحوا يؤيدون ابن سعود. في مطلع 1917 كان خالد بن لؤي الهاشمي قد حذر ابن سعود من أن الشريف حسين قد قرر استعادة الخرمة وطرد زعامتها. وفي العام التالي أرسل أربع حملات إلى الخرمة، حملات جميعها باءت بالفشل، لكنها أججت الرأي العام بين السكان ضد الشريف حسين. لكن كان ابن سعود يطلب منهم الصبر إلى أن يأتي الوقت المناسب سياسيا، وذلك لضمان الانتصار السياسي وليس العسكري فقط، وكذلك وجود ما يشغلهم من ناحية مدينة حائل.
وكانت أغلب قوات الشريف حسين منشغلة بحصار المدينة المنورة. لكن بعد سقوط المدينة بوقت قصير، أرسل الشريف عبد الله برقية إلى ابن سعود يبلغه فيها بانتصاره، وأخبره فيها بأن انشغالهم مع الأتراك في المدينة منعهم من ترتيب شؤونهم ومع ذلك فإن الذين حاولوا إفساد القبائل وتخريبها حسب تعبيره سوف يُحاسَبون.
ردا على تلك الرسالة أرسل ابن سعود رسالة أكد فيها للشريف عبد الله أنه لا يريد سوى السلام. وأنه يريد الوصول إلى تفاهم. خاصة وأنه يعرف دعم الإنجليز لهم. أما الشريف عبد الله فكان رده على دعوة ابن سعود للسلام والتحكيم في رسالة عبر فيها عن «أحر تحياته لابن سعود، ولأبنائه وللإخوان» وقال «إني أخوكم الصادق، ومستعد لسعادتكم ما تأمرون... ولا يجوز أن تفرق بينكم وبين والدي أمور البادية التي لا أهمية لها... وكيف يمكن أن يحدث خلاف بين رجلين كبيرين بخصوص تربة والخرمة والبادية؟ ها أنا متوجه إلى مكة فأرجو أن ترسلوا أحد رجالكم وإن ارتأيتم أن يكون أحد ابخالكم فذلك أولى، وأنا كفيل النجاح بحسين المخلاف والاتفاق مع سيدي الوالد»
و بعد أن تسلم ابن سعود الرسالة، لم يطمئن للرد، وأرسل مجموعة من الأفراد للاستطلاع للتأكد من ذهابه إلى مكة وليس تربه. ويقول المؤرخ أمين الريحاني إن عبد الله أخبره أنه لم يكن ينوي الذهاب إلى الخرمة لكن أمره والده بالاتجاه إلى هناك إذ أنه كبير العائلة الهاشمية ويجب أن ينفذ أوامره.
فكتب ابن سعود إلى البريطانيين وأخبرهم بأن هناك مواجهة محتملة، وأن الرسالة ليست للشكوى أو الخوف، فقال ممثل الحكومة البريطانية إنها شائعة لا غير. ولم ترد الحكومة البريطانية بعد ذلك. فأرسل ابن سعود إلى الشريف عبد الله رسالة قال فيها:
«لقد تحقق عندي خلاف ما أخبرتني سابقا، أي أنك عائد إلى مكة المكرمة، والظاهر أنك مهاجم تربة والخرمة، وذلك مخالف لما أبديتموه للعالم الإسلامي عموما، والعربي خصوصا. واعلم رعاك الله أن أهل نجد لا يخذلون إخوانهم وأن الحياة في سبيل الدفاع عنهم ليست بشيء. نعم. وأن عواقب البغي وخيمة. خير لك إذن أن تعود إلى عشيره. وأنا أرسل لك أحد أبنائي أو إخوتي للمفاوضة فتتم الأمور ما يرغب به الفريقان إن شاء الله» (أمين الريحاني، نجد، ص 247).
وكان قد وعد البريطانيين بعدم الهجوم على حلفائهم، وحتى لا يقال إنه أخلف وعده، وحتى لا يخيف البريطانيين منه ومن أتباعه وحتى لا يستعديهم بدون مصلحة سياسية، أرسل إلى ممثل بريطانيا في جدة، أنه يحترم هذه الاتفاقية، لكنه لن يكون مسؤولا إذا ما قام الشريف حسين بالعدوان. وقال «رجال القبائل التابعون لي لن يقوموا بأي تحرش أو عدوان إلا بعد أن يكون هو قد قام بالشيء نفسه وتصبح تصرفاته مع أهل نجد مناقضة للقانون والمنطق، نظرا لأن سفك الدماء ونهب الممتلكات كان مستمرا برغم كتاباتي له بأن ينسحب إلى حدوده.»
ووصل ابن سعود إلى تربه وأنشأ فيها معسكرا، وأرسل إلى مختلف القبائل والقرى المجاورة يطلب من زعمائها الحضور إلى تربه خلال ستة أيام، وإلا فإن عبد الله وقواته سوف ينزلون بهم الخراب والدمار. ثم جاءت رسالة من الشريف عبد الله يقول فيها بثقة وتحدٍّ «أخبر الخوارج، ومن لف حولهم في القرنين بما جرى، قل لهم إننا سنكفيهم مؤنة القدوم إلى تربة. قل لهم ما جئنا تربة من أجل تربة والخرمة فقط، سنصوم في الخرمة إن شاء الله وسنعيد عيد الأضحى في الأحساء». وعقب استلام الرسالة تعالت صيحات الناس من القبائل والإخوان بصرخات الحرب. وبدلا من الخوف والانصياع اللذين كان يتوقعهما عبد الله منهم، راحوا يصيحون «هبت هبوب الجنة وين أنت يا باغيها.. إياك نعبد.. وإياك نستعين!» خاصة وأن ابن سعود كان يطلب من الناس الصبر حتى يكون النصر العسكري مقترناً بنصر سياسي، وكان لابن سعود ما أراد.
وقبل صلاة العشاء بساعة بدأوا مسيرتهم في اتجاه معسكر عبد الله. وكان عبد الله، كعادته قد نام في فراشه وسمح لمعسكره وجنوده بالنوم دون اتخاذ أي احتياطيات. وفي ضوء النصر السهل المرتقب الذي كان يتوقعه، زادت غطرسة الشريف عبد الله أكثر فأكثر حتى إنه أمر بقطع رأس أي من البدو يحضر إليه رسالة تقول إن ابن سعود والإخوان قد بدأوا في الهجوم، وقد وضع ابن سعود الجيش في ثلاث مجموعات، مجموعة الخيالة، ومجموعة بقيادة خالد بن لؤي ومجموعة بقيادة قائد الإخوان ابن بجاد. وانتصروا في المعركة ومنع الخيالة الجنود من الهرب. ولم يستطع الهرب سوى عبد الله وقليل من الضباط معه وهم في ملابس النوم.
وقبل الإطاحة بجيش الشريف حسين في تربة، كان قد أرسل بقائمة مطالب إلى ابن سعود عن طريق البريطانيين، وهدد بأنه سيتم الهجوم ما لم يتم تنفيذ تلك المطالب. ومنها تسريح جميع جيوش الإخوان، وخاصة الموجودة في الغطفط والارطاوية، ومنع أي اتصال بين هذين المكانين وبين قبيلة عتيبة. تأثر الملك حسين من سقوط تربة، ومنع التعامل التجاري مع النجديين ومنعهم دخول الحجاز لأداء الحج. (السباعي، ج 2، ص 242) وكان هذا يحدث كثيرا حيث إن الأشراف منعوا الكثير ممن قبل بدعوة الشيخ محمد بن عبد الوهاب ورفض ما يرونه عبادة قبور، منعوا من الحج لمدة نصف قرن تقريبا، من قيام الدولة السعودية الأولى.

## المميزات

### العلم

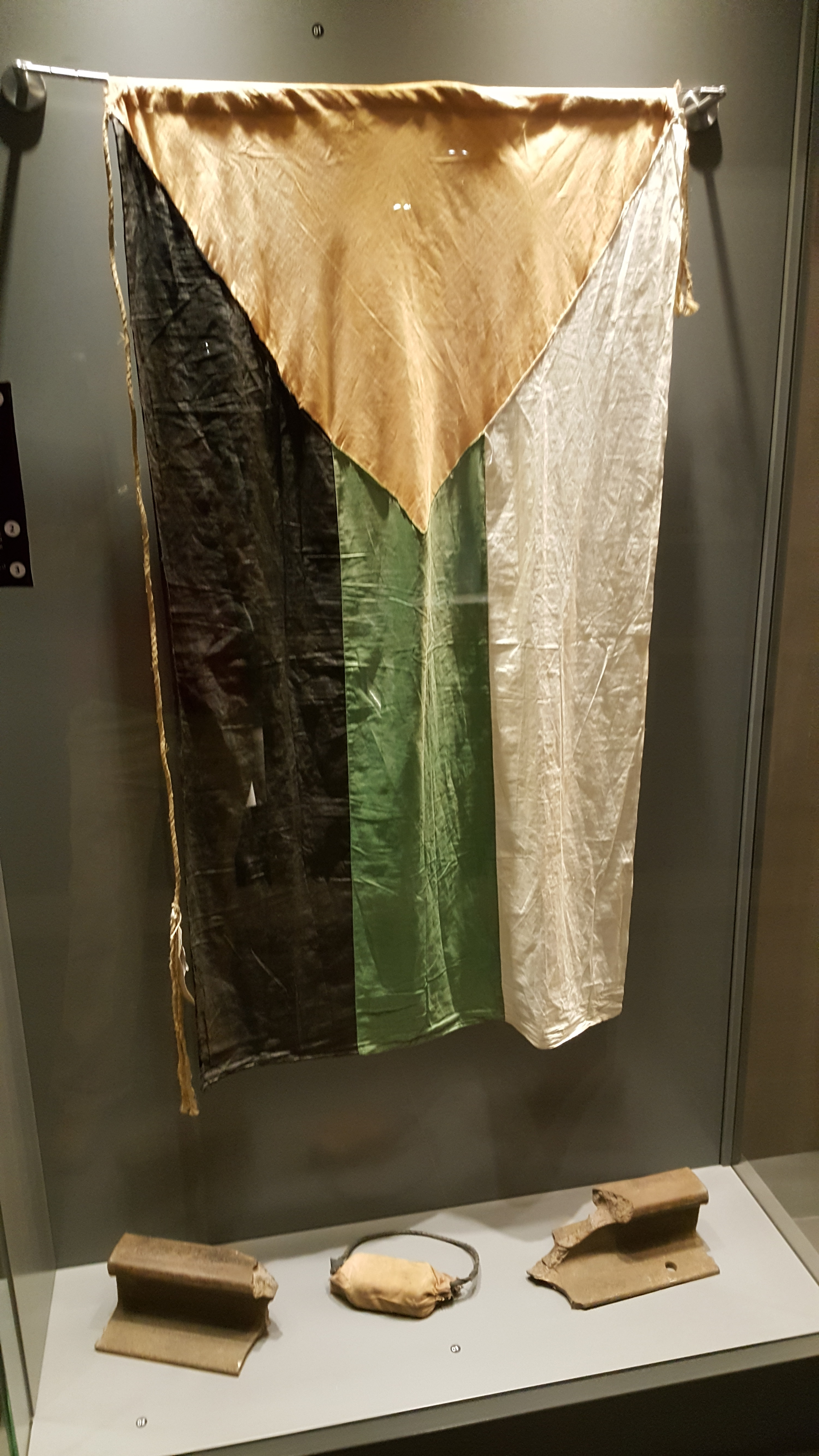
علم مملكة الحجاز في متحف صرح الشهيد.

ونشرت جريدة «القبلة» بيانًا رسميًا برفع العلم العربي ذي الألوان الأربعة ابتداءً من 10 يونيو 1917 وهو يوم الذكرى السنوية الأولى للثورة. وقال البيان أن العلم الجديد يتألف من مثلث أحمر اللون تلتصق به ثلاثة ألوان أفقية متوازية هي الأسود في الأعلى متبوعًا بالأخضر في الوسط والأبيض في الأسفل. وتشير الألوان الأفقية المرفوعة إلى شعارات رفعها العرب قديماً (الأسود: الدولة العباسية) (الأخضر: آل البيت) (الأبيض: الدولة الأموية)؛ أما المثلث الأحمر فيشير إلى (دولة الأشراف الهاشمية). وقد جمع العلم في ألوانه رموز الاستقلال والتاريخ العربي في كل الأزمنة، واستمر العلم حتى عام 1964.

### النشيد
يا علمي - يا علمي
يا علم العرب أشرق واخفق - في الأفق الأزرق يا علم
من نسيج الأمهات في الليالي الحالكات يا علم يا علم
لبنيهن الأباة كيف لا نفديك؟ كل خيط فيك
دمعة من جفنهن خفقة من صدرهن - قبلة من ثغرهن يا علم
يا علمي - يا علمي
يا علم العرب أشرق واخفق - في الأفق الأزرق يا علم
سر إلى المجد بنا وابن منا الوطنا - قد حلفنا للقنا حلفة ترضيك أننا نسقيك
من دماء الشهداء من جراح الكبرياء - عشت للمجد سماء يا علم
يا علمي - يا علمي
يا علم العرب اشرق واخفق - في الأفق الأزرق يا علمي